# Cooper Hoffman
Cooper Hoffman (nacido en 2003) es un actor estadounidense. Es hijo del actor Philip Seymour Hoffman y de la diseñadora de vestuario Mimi O'Donnell. Hizo su debut cinematográfico en Licorice Pizza (2021), escrita y dirigida por Paul Thomas Anderson, un colaborador habitual de su difunto padre. Por esta actuación, obtuvo elogios de la crítica y fue nominado, entre otros premios, al Globo de Oro al mejor actor - Comedia o musical.

## Filmografía
| Año  | Título         | Rol            | Notas |
| ---- | -------------- | -------------- | ----- |
| 2021 | Licorice Pizza | Gary Valentine |       |
| 2023 | Wildcat        | Manley Pointer |       |
| 2025 | Old Guy        | Wihlborg       |       |

## Premios y nominaciones
| Año  | Premio                       | Categoría                                     | Película       | Resultado |
| ---- | ---------------------------- | --------------------------------------------- | -------------- | --------- |
| 2021 | National Board of Review     | Breakthrough Performance                      | Licorice Pizza |           |
| 2022 | Golden Globe Awards          | Best Actor – Motion Picture Musical or Comedy | Licorice Pizza |           |
| 2022 | Critics' Choice Movie Awards | Best Young Performer                          | Licorice Pizza |           |